# Palau de Santa Eulàlia
Palau de Santa Eulàlia är en kommun i Spanien.   Den ligger i provinsen Província de Girona och regionen Katalonien, i den östra delen av landet, 600 km öster om huvudstaden Madrid. Arean är 8,4 kvadratkilometer. Palau de Santa Eulàlia gränsar till Garrigàs, Siurana, Torroella de Fluvià, Sant Miquel de Fluvià och Sant Mori. 
Terrängen i Palau de Santa Eulàlia är platt.